# Luigi Senesi

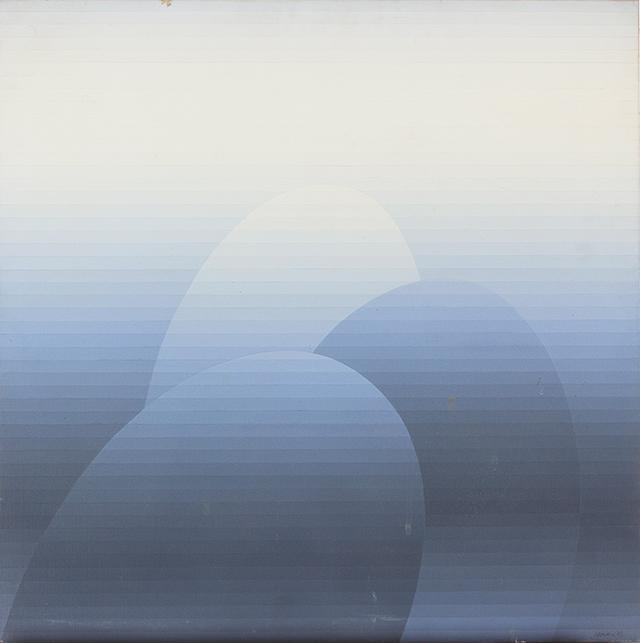
Luigi Senesi - Gradualità Segnica 1973 - Parma, Collezione Privata

Luigi Senesi (Pergine Valsugana, 13 febbraio 1938 – Bologna, 15 aprile 1978) è stato un pittore e incisore italiano.

## Biografia

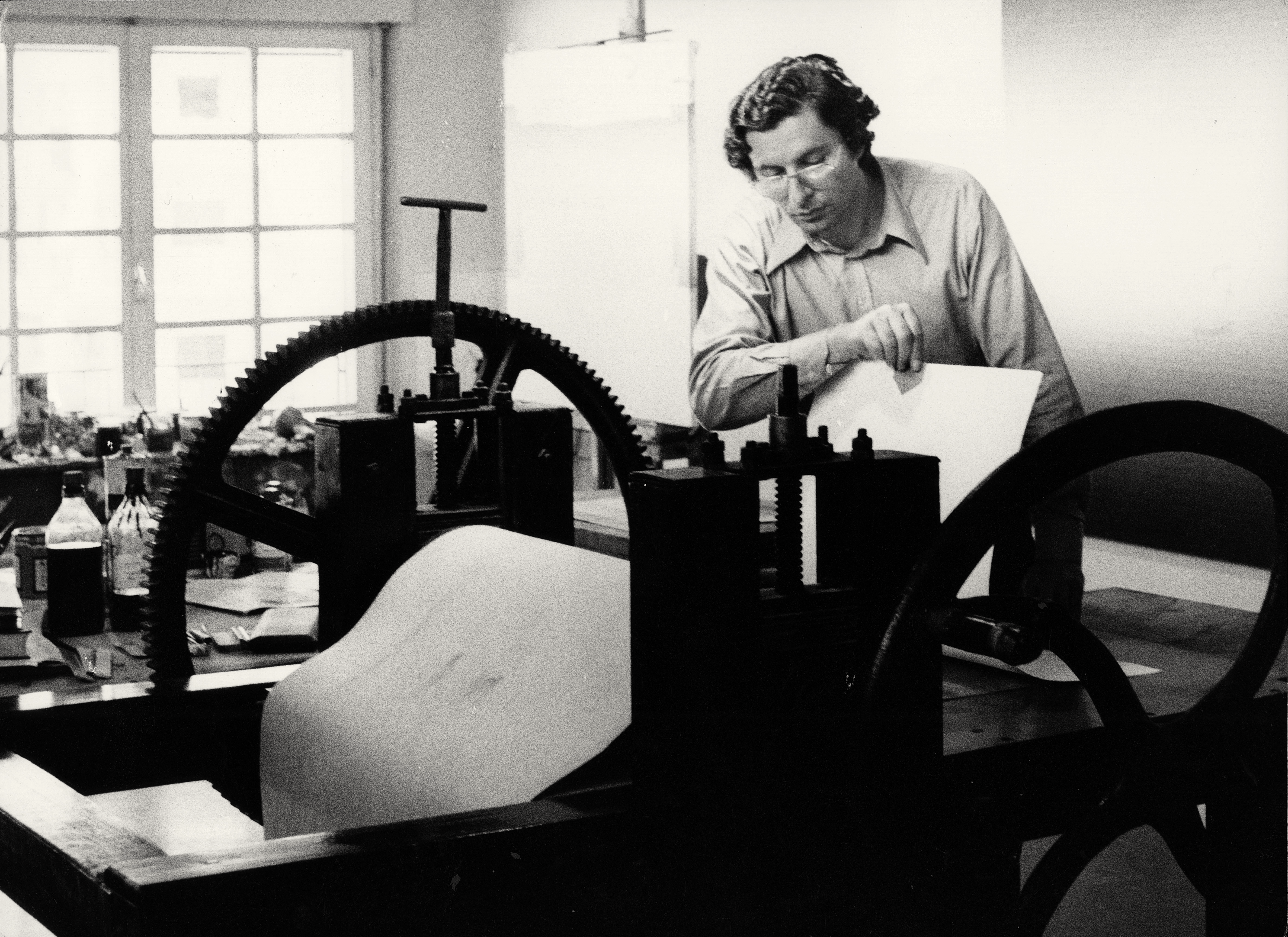
Luigi Senesi

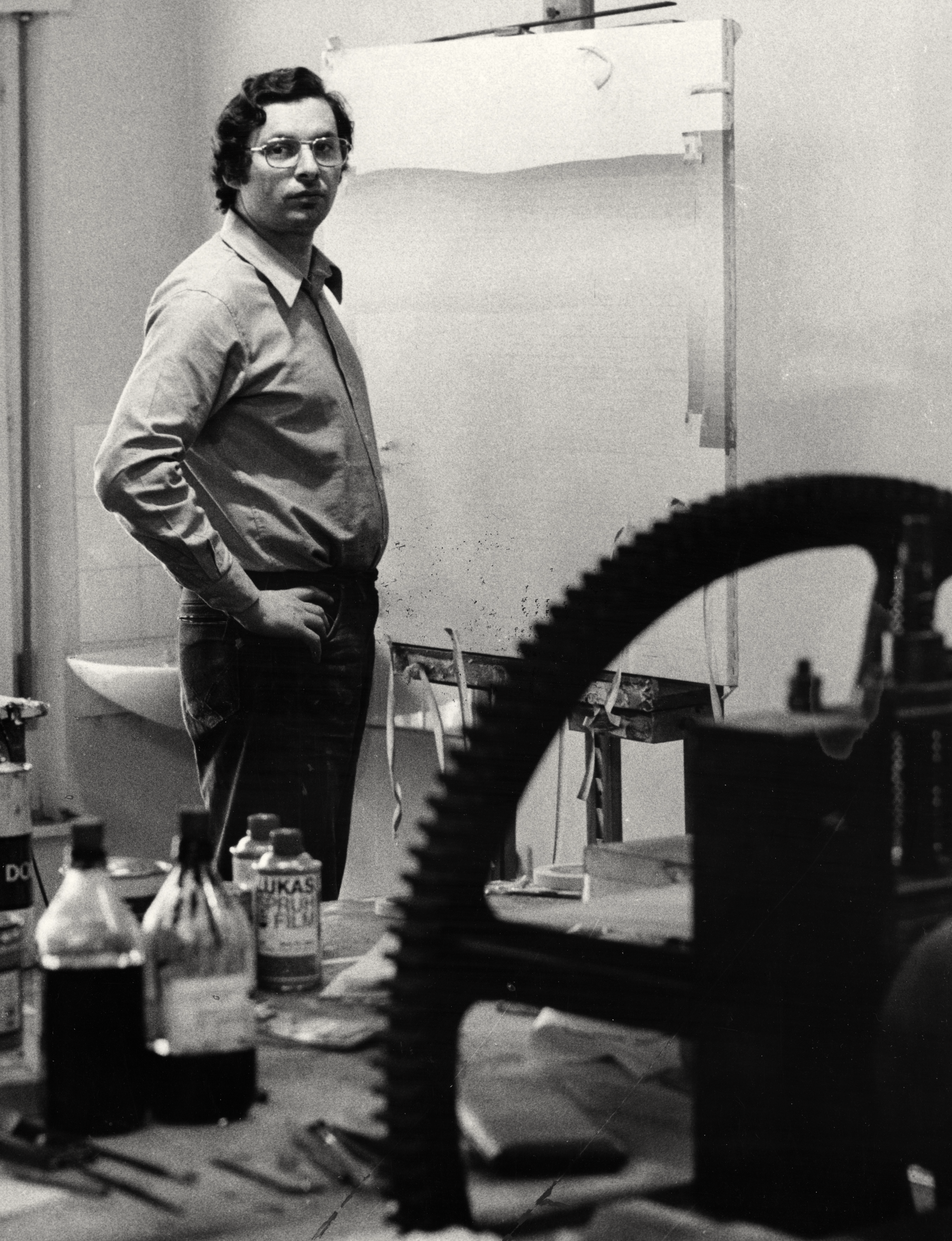
Luigi Senesi

Dopo aver terminato gli studi all'Istituto d'Arte di Trento, sente il bisogno di perfezionarsi e frequenta il Magistero dell'Istituto d'Arte di Firenze. Qui, nel 1958, ottiene il diploma in pittura murale e affresco, sotto la guida del maestro Renzo Grazzini. Torna in Trentino e lì la sua ricerca artistica inizia una fase propriamente figurativa; nei dipinti si ritrovano elementi attinti dal rapporto immediato con la realtà che lo circonda: paesaggi perginesi, operai, artigiani, emarginati. In particolare ritrae i ricoverati dell'ospedale psichiatrico di Pergine Valsugana che osserva dalla finestra di casa. Attraverso le sue opere egli trasmette un messaggio di grande pietà umana, che deriva non solo dalla scelta dei soggetti rappresentati, ma dall'uso di colori tenui, come filtrati nella memoria. Contemporaneamente all'attività pittorica, si dedica all'insegnamento del disegno nelle scuole medie. Diventa amico del pittore perginese Raffaele Fanton (1924 - 2003) con cui avrà un ricco scambio epistolare durante il servizio militare (gennaio 1960 - luglio 1961).

### Gli anni sessanta

#### Le prime mostre
Nell'aprile del 1962 tiene la prima mostra personale a Trento; l'anno seguente, invece, per motivi di studio, soggiorna in Svizzera, dove espone per la prima volta all'estero, a Flawil San Gallo. Accanto alla dimensione umana che contrassegna le opere di questo periodo, è già possibile intravedere il rigore di una ricerca che esplora i mezzi tecnici della pittura stessa; ciò che più gli interessa è la relazione che la figura stabilisce con l'ambiente, “dove il colore si arricchisce di vibrazioni e di modulazioni di volta in volta più seducenti” (S. Maugeri) [citazione richiesta]. Nel 1964 espone ad Arezzo e a Trento. 
Durante un viaggio a Spalato conosce Anna Conte, che diventerà sua moglie nel novembre del 1968.

#### L'evoluzione artistica
Il processo formativo avviene in maniera graduale e costante. La sua indagine si dirige verso una rappresentazione sempre meno legata al dato oggettivo, la figura umana è bloccata entro forme geometriche e assomiglia ad un'apparizione del colore. Partecipa alla IX Quadriennale di Roma ed espone a Treviso con una personale. Nel 1966, al “Centro d'Arte Zero” di Verona, presenta opere realizzate con diverse tecniche e gli oggetti sono resi come valori formali all'interno di uno spazio colorato. La forma viene infatti scomposta dal colore e ricomposta mediante intarsi di tinte chiare, trattate a tempera e collage.
Fra l'autunno del 1966 e la primavera del 1967, dopo averne vinto il concorso nazionale, esegue un grande affresco (36 m²) nelle nuove Terme di Levico. In occasione della sua prima personale nella Galleria Il Traghetto di Venezia, viene presentato da Guido Perocco, che, successivamente, lo segnala sul Catalogo Bolaffi del 1968. Lo storico dell'arte veneziano descrive le tele ivi esposte, spiegando il modo di operare di Senesi: “Egli coglie dalla natura soltanto alcune immagini, trasfigurate da una illuminazione contrastata di luci interne e di luci esterne, a seconda dell'accensione dei colori. La natura è resa viva e palpitante proprio dall'evocazione di questi continui ricorsi […]” [citazione richiesta]. Il colore continua a essere elemento e mezzo per costruire forme, spazi e apparizioni.
Le tele esibite nel settembre 1968 alla Galleria Goethe di Bolzano sono invase da ingrandimenti di particolari che dominano l'intera composizione, vi sono rappresentati oggetti o situazioni quotidiane che vengono sezionate e osservate con distacco. I colori sono squillanti, luminosi, fanno risaltare tubi, filiere, forme che riassumono la quotidianità in una società caratterizzata dalla tecnologia e dai consumi. Si nota un particolare interesse per gli artisti del Bauhaus, per Depero e per Léger. 
Nel 1969 l'esperienza pittorica e l'attività incisoria procedono in maniera complementare. In esse, la figura umana è spersonalizzata, ripetuta, isolata o in fuga senza una propria fisionomia, come ad indicare la condizione tipica dell'epoca. Compare un altro elemento simbolo, il cilindro, contenitore e generatore di elementi che si moltiplicano e si spezzano per originarne altri. Espone a Catania e al Museo Civico di Bassano con Aldo Schmid e Aldo Pancheri. È premiato alla I Biennale Internazionale di Pittura Contemporanea a Montecatini e alla III Biennale di Bolzano. 
A dicembre 1969 nasce la figlia Chiara.

### Gli anni settanta

#### Il simbolismo
Nel 1970 si ritrova l'elemento chiave della sua pittura fatta ormai di simboli: il cilindro, inserito, stavolta, in uno spazio reale e neutro, all'interno del quale appaiono motivi figurativi che alludono a finestre, o delimitazioni e proiezioni di piani tratteggiati; la stesura di un colore metallico, satinato, conferisce inoltre plasticità e dinamismo alla forma rappresentata. Il filo rosso che lega queste ricerche artistiche è lo studio degli elementi colore-luce-superficie-spazio. Partecipa a numerose mostre collettive e organizza personali alla Galleria Gi3 di Seregno e alla Galleria Il Traghetto 2 a Venezia.

#### La tecnica dell'acquatinta
Nel 1971 durante l'estate segue a Urbino un corso di Calcografia tenuto dal maestro Renato Bruscaglia; si appassiona in particolare alla tecnica grafica dell'acquatinta, la quale gli fornisce nuovi strumenti fondamentali per le sue future opere grafiche e pittoriche.

#### Le immagini significanti e i plurisignificanti
In occasione di una personale tenuta a Enschede (Paesi Bassi), approfondisce lo studio delle opere di Van Gogh, di Malevič e di Mondrian. Espone anche a Firenze, Trento, Seregno, Venezia e Milano, dove presenta i “Plurisignificanti”. Appaiono evidenti l'influsso plastico di Depero e di Léger e l'analisi formale e costruttiva di luce e colore; i contenuti presenti nelle opere precedenti si riversano ora in una organizzazione formale più strutturata, invadendone lo spazio. Qui “il colore si fa schermo vibrante, pellicola sensibile della gradualità luminosa fino al limite della saturazione” (T. Toniato).

#### Studio del colore, dello spazio e della luce
Dal 1972-1973 le sue opere subiscono una significativa evoluzione: abbandona le forme fantastiche dei “Plurisignificanti”, per dedicarsi interamente allo studio del colore, dello spazio e della luce. Dipinge la serie delle “Anonimie celesti”, ancora legate ad esigenze grafiche, e delle “Gradualità segniche”, successioni cromatiche dove i soli protagonisti sono appunto la luce e il colore. Assume importanza lo studio di un metodo d'applicazione: suddivide il supporto quadrato in linee orizzontali, misura con grande precisione le distanze e i rapporti visivi tra le zone luminose, in modo che il colore trovi la sua massima estensione luminosa e timbrica al termine di una graduale successione. Vince il concorso nazionale per l'affresco (m 8 × 17) del Liceo “Carducci” di Bolzano, che esegue poi, nel 1974, nella tematica e su bozzetto delle “Anonimie Celesti”. Sono anni di grande fervore creativo con esposizioni a Milano, Venezia, Firenze, Alte Ceccato e Rovereto.
Tra il 1974 e il 1975 vive un periodo inventivo e di grande ricerca, dove si susseguono le serie dei “Percorsi cromatici” (dipinti caratterizzati da una partizione verticale con opposizione di colori complementari), delle “Partizioni cromatiche” e degli “Intermedi cromatici” (i colori interagiscono fra di loro creando delle forme geometriche dinamiche). Come scrive Luigi Serravalli “Senesi provoca nel discorso precedente, interventi geometrici, dialoghi tra fasce di colori, semicilindri rotanti, superfici curve quasi metalliche dove i colori […] appaiono diversi da quello che sarebbero da soli, stesi sulla tela bianca”. È un anno altresì ricco di attività espositive sia personali che collettive a Roma, Bologna, Bolzano, Torino.
Le sue ricerche e i suoi studi prendono forma anche nella pubblicazione del 1975 “Colore. Le relazioni del colore nelle dimensioni di uno spazio pittorico”, trattato scientifico sui colori e la loro espressività che sta alla base delle “Gradualità segniche”. Le opere realizzate nel contesto di questa pubblicazione trovano spazio nelle personali di Padova e di Trento. Espone al XXIX Salon de Réalités Nouvelles a Parigi, cui seguono viaggi di studio nel sud della Francia, e in Spagna, a Barcellona e a Madrid. Tra il 1975 e il 1976 esegue le “Pulsazioni”, campiture cromatiche concentriche irregolari, e le “Trasparenze oggettive soggettive”, caratterizzate da centri pulsanti di luce colorata che invadono lo spazio, i cosiddetti “fantasmi cromatici”. I colori sono più ricchi e vari e si sovrappongono in senso verticale e orizzontale.
Nel 1976 pubblica “Trasparenze oggettive-soggettive. Appunti di lavoro”, con presentazione di Umbro Apollonio. Prosegue l'analisi di una pittura che riflette su se stessa, “[…] preferisce sondare i mezzi e le virtualità del materiale: riflettere, per l'appunto, sulle disponibilità più diverse della materia e dello strumento fino a ricavarne effetti estetici per via spontanea” (U. Apollonio). Tra il 1976 e il 1977, compie la serie dei “Margini cromatici” e intensifica lo studio delle tecniche grafiche. Inizia ad eseguire le matrici di uno dei suoi più grandi e faticosi lavori: “Postcromatico” (1976-1978), nel quale le 57 incisioni sono corredate da un saggio di Italo Mussa e da un suo scritto teorico (Postcromatico e Acquatinta) completo di scheda operativa. Nel novembre firma il manifesto “Astrazione oggettiva” con i pittori trentini Mauro Cappelletti, Diego Mazzonelli, Gianni Pellegrini, Aldo Schmid e Giuseppe Wenter Marini. Insieme realizzano una cartella contenente sei serigrafie, presentata nel gennaio 1977 presso la Biblioteca Comunale di Pergine Valsugana. Alle numerose personali alterna mostre collettive con importanti artisti dell'astrattismo italiano.
Nel 1977, durante la mostra personale nella Galleria d'arte contemporanea di Arezzo, introduce un nuovo capitolo della sua riflessione teorico-estetica: “Dicotomia del fantasma cromatico”. Licisco Magagnato sottolinea, in questa occasione, il senso della ricerca di Senesi, che lo pone tra gli artisti astrattisti italiani più importanti: “il più rigoroso nell'analisi delle combinazioni possibili fra i colori della triade fondamentale”. Le “Progressioni/Contrasto” sono gli ultimi e più significativi lavori pittorici, dove il colore è più compatto e gli accostamenti di colori primari o di colori secondari sono più liberi. Il colore subisce tutte le varianti delle vicinanze, delle trasparenze ed interferenze incontrate nelle fasi precedenti. Continua la realizzazione delle lastre in rame di “Postcromatico”, la grande opera incisoria, che mostra al tempo stesso i medesimi elementi della pittura.
Il 18 gennaio 1977 presenta per la prima volta “Postcromatico” allo Studio Ennesse di Milano, ne segue a marzo l'esposizione a Napoli, in attesa di essere trasferita a breve alla Calcografia Nazionale di Roma. Inizia l'opera grafica “Circolarità rotatoria. Progressione in 36 tonalità cromatiche”, accompagnandola con scritti teorici incentrati sul tema del rapporto spazio-colore. L'opera completa esce postuma grazie alla moglie Anna.

#### Esposizioni dal 1979 al 2013
Le importanti esposizioni personali organizzate dopo la sua prematura scomparsa, avvenuta nell'incidente ferroviario di Murazze di Vado (Belluno e Roma 1979, Trento 1980, Pergine Valsugana 1989, Brunico 2001), la partecipazione alla XLII Biennale di Venezia, nel 1986, dove gli ultimi e più significativi lavori pittorici, dove il colore è più compatto e gli accostamenti di colori primari o di colori secondari sono più liberi. Il colore subisce tutte le varianti delle vicinanze, delle trasparenze ed interferenze incontrate nelle fasi precedenti. Continua la realizzazione delle lastre in rame di “Postcromatico”, la grande opera incisoria, che mostra al tempo stesso i medesimi elementi della pittura. Viene inserito nella sezione Colore, e la donazione di alcune opere da parte della moglie al Museo d'Arte Moderna e Contemporanea di Trento e Rovereto, sono il tentativo di ripercorrere e di tenere sempre viva la iene inserito nella sezione Colore, e la donazione di alcune opere da parte della moglie al Museo d'Arte Moderna e Contemporanea di Trento e Rovereto, sono il tentativo di ripercorrere e di tenere sempre viva la complessa e appassionante ricerca artistica che ha caratterizzato le sue opere, e che lo ha accompagnato, senza mai perdere intensità, fino alla fine dei suoi giorni.
Nel 2013 il comune Pergine Valsugana, a trentacinque anni dalla morte, gli dedica la mostra "Luigi Senesi. De pictura" che indaga la sua opera pittorica e grafica dagli esordi sino al 1978 e lo spettacolo teatrale "Gli occhi invisibili. La vita di Luigi Senesi attraverso le sue lettere". Nel 2014 verrà pubblicato dal MART di Rovereto il Catalogo ragionato dell'artista.

## Bibliografia

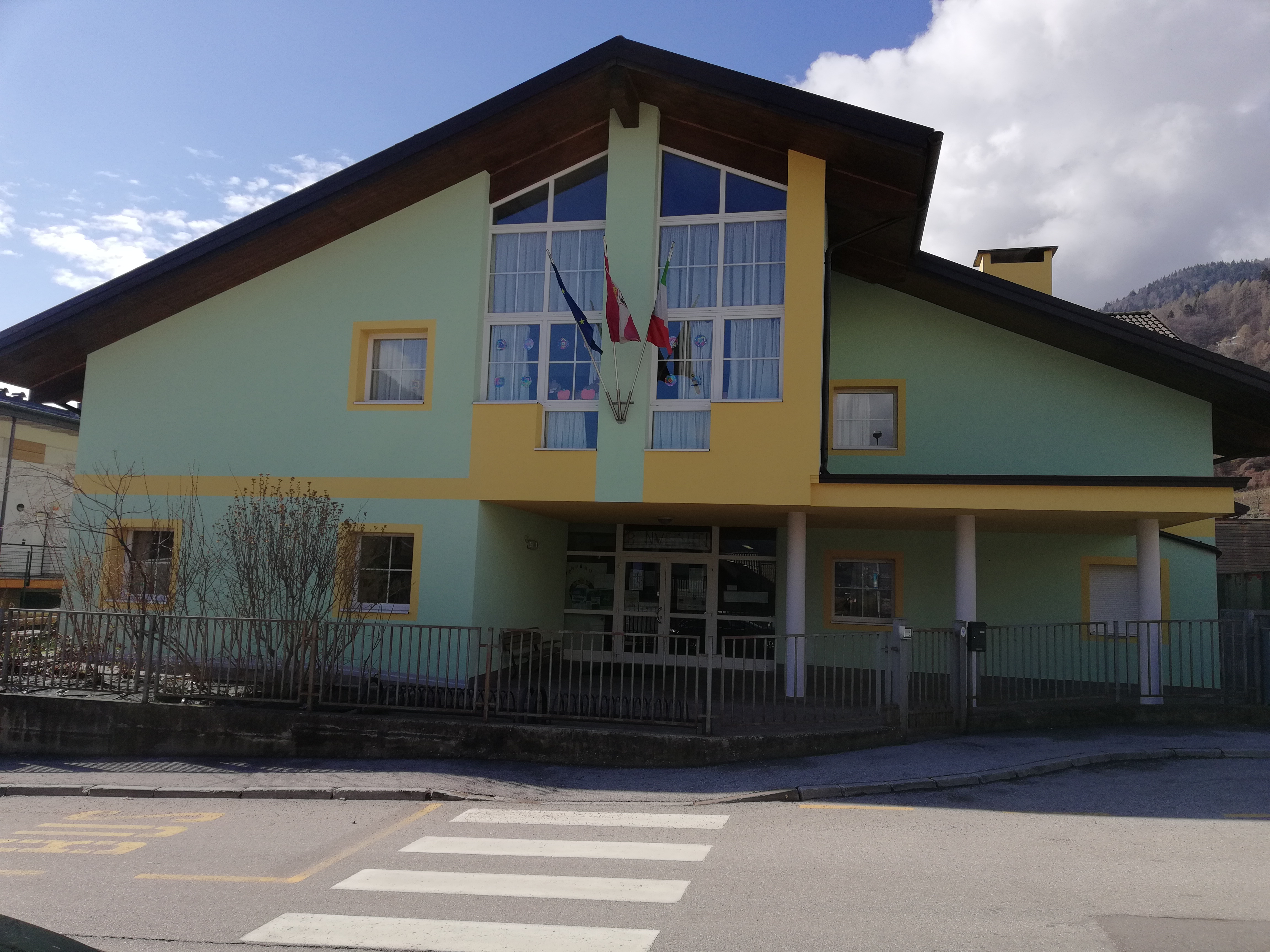
Scuola Primaria di Canale "Luigi Senesi"